# Esiliiga 2021
L'Esiliiga 2021 è stata la 31ª edizione della seconda divisione del campionato di calcio estone. Il campionato si è disputato tra il 4 marzo e il 21 novembre 2021 ed è stato vinto dal Maardu per la quarta volta nella sua storia.

## Stagione

### Novità
Dalla Meistriliiga 2020 è retrocesso il Kalev Tallinn, mentre dall'Esiliiga B sono stati promossi il Paide Under-21 e il Welco Tartu. Queste squadre sostituiscono il Vaprus Pärnu promosso in Meistriliiga, il Vaprus Vändra e lo Järve Kohtla-Järve retrocessi in Esiliiga B.

### Formula
Le 10 squadre partecipanti si affrontano in un doppio girone di andata e ritorno, per un totale di 36 giornate. La squadra prima classificata viene promossa in Meistriliiga, mentre la seconda disputa uno spareggio contro la penultima della Meistriliiga. Sono escluse dalla possibilità di promozione le formazioni Under-21. Le ultime due classificate retrocedono direttamente in Esiliiga B, mentre l'ottava classificata disputa uno spareggio contro la terza dell'Esiliiga B.

### Avvenimenti
Dopo la prima giornata, la EJL decreta la sospensione del campionato fino al 1º maggio a causa della pandemia di COVID-19.
Il campionato è effettivamente ripreso dal 4 maggio ma, come nella stagione precedente, a causa della lunga sosta è stato modificato il formato del torneo cosicché, invece del secondo girone di ritorno, dopo 27 giornate le squadre saranno divise in tre gruppi, quattro nella poule promozione, due nella poule intermedia e quattro nella poule retrocessione; tutte le squadre inizieranno il girone con i punti totalizzati durante la stagione regolare. Ogni squadra incontra le altre del proprio gruppo, in partite di sola andata, rispettivamente, per un totale di altre tre giornate (poule promozione e retrocessione).
Il Maardu ha vinto il campionato e ha conseguito la promozione all'ultima giornata, pareggiando in casa 1-1 lo scontro diretto contro il Kalev Tallinn, che si è invece qualificato per lo spareggio valevole per un posto in massima serie, poi perso contro il Tammeka Tartu.

## Squadre partecipanti
| Club                | Città   | Stadio               | Posizione 2020            |
| ------------------- | ------- | -------------------- | ------------------------- |
| Elva                | Elva    | Elva Linnastaadion   | 4º posto in Esiliiga      |
| Flora Tallinn U21   | Tallinn | Sportland Arena      | 5º posto in Esiliiga      |
| Kalev Tallinn       | Tallinn | Kalevi Keskstaadion  | 10º posto in Meistriliiga |
| Levadia Tallinn U21 | Tallinn | Maarjamäe Staadion   | 7º posto in Esiliiga      |
| Maardu              | Maardu  | Maardu Linnastaadion | 2º posto in Esiliiga      |
| Nõmme United        | Tallinn | Männiku Staadion     | 3º posto in Esiliiga      |
| Paide U21           | Paide   | Paide Linnastaadion  | 1º posto in Esiliiga B    |
| Pärnu JK            | Pärnu   | Pärnu Rannastaadion  | 8º posto in Esiliiga      |
| Tammeka Tartu U21   | Tartu   | Sepa Staadion        | 6º posto in Esiliiga      |
| Welco Tartu         | Tartu   | Annelinn Staadion    | 2º posto in Esiliiga B    |

## Stagione regolare

### Classifica
|  | Pos. | Squadra               | Pt | G  | V  | N | P  | GF | GS | DR  |
|  | ---- | --------------------- | -- | -- | -- | - | -- | -- | -- | --- |
|  | 1.   | Maardu                | 66 | 27 | 21 | 3 | 3  | 92 | 29 | +63 |
|  | 2.   | Kalev Tallinn         | 64 | 27 | 19 | 7 | 1  | 71 | 31 | +40 |
|  | 3.   | Paide U21 *           | 51 | 27 | 16 | 3 | 8  | 79 | 45 | +34 |
|  | 4.   | Nõmme United          | 41 | 27 | 12 | 5 | 10 | 74 | 55 | +19 |
|  | 5.   | Flora Tallinn U21 *   | 39 | 27 | 11 | 6 | 10 | 38 | 47 | -9  |
|  | 6.   | Elva                  | 29 | 27 | 9  | 2 | 16 | 42 | 54 | -12 |
|  | 7.   | Levadia Tallinn U21 * | 29 | 27 | 8  | 5 | 14 | 45 | 72 | -27 |
|  | 8.   | Pärnu JK              | 25 | 27 | 7  | 4 | 16 | 33 | 57 | -24 |
|  | 9.   | Tammeka Tartu U21 *   | 23 | 27 | 6  | 5 | 16 | 40 | 75 | -35 |
|  | 10.  | Welco Tartu           | 16 | 27 | 4  | 4 | 19 | 26 | 75 | -49 |

Legenda:

      Ammesse alla Poule promozione
      Ammesse alla Poule intermedia
      Ammesse alla Poule retrocessione
Note:

Tre punti a vittoria, uno a pareggio, zero a sconfitta.
La classifica viene stilata secondo i seguenti criteri:
- Punti conquistati
- play-off (solo per decidere la squadra campione)
- Meno partite perse a tavolino
- Partite vinte
- Punti conquistati negli scontri diretti
- Differenza reti negli scontri diretti
- Differenza reti generale
- Reti totali realizzate
- Fair-play ranking

## Poule scudetto, intermedia e retrocessione

### Classifica finale
|  | Pos. | Squadra               | Pt | G  | V  | N | P  | GF | GS | DR  |
|  | ---- | --------------------- | -- | -- | -- | - | -- | -- | -- | --- |
|  | 1.   | Maardu                | 73 | 30 | 23 | 4 | 3  | 99 | 30 | +69 |
|  | 2.   | Kalev Tallinn         | 71 | 30 | 21 | 8 | 1  | 78 | 32 | +46 |
|  | 3.   | Paide U21 *           | 54 | 30 | 17 | 3 | 10 | 85 | 56 | +29 |
|  | 4.   | Nõmme United          | 41 | 30 | 12 | 5 | 13 | 79 | 67 | +12 |
|  |      |                       |    |    |    |   |    |    |    |     |
|  | 5.   | Flora Tallinn U21 *   | 39 | 27 | 11 | 6 | 10 | 38 | 47 | -9  |
|  | 6.   | Elva                  | 29 | 27 | 9  | 2 | 16 | 42 | 54 | -12 |
|  |      |                       |    |    |    |   |    |    |    |     |
|  | 7.   | Levadia Tallinn U21 * | 35 | 30 | 10 | 5 | 15 | 52 | 77 | -25 |
|  | 8.   | Pärnu JK              | 29 | 30 | 8  | 5 | 17 | 38 | 61 | -23 |
|  | 9.   | Tammeka Tartu U21 *   | 25 | 30 | 6  | 7 | 17 | 43 | 82 | -39 |
|  | 10.  | Welco Tartu           | 20 | 30 | 5  | 5 | 20 | 30 | 78 | -48 |

Legenda:

      Promossa in Meistriliiga 2022

 Ammessa agli spareggi promozione o retrocessione

      Retrocessa in Esiliiga B 2022

(*) squadra ineleggibile per la promozione.
Note:

Tre punti a vittoria, uno a pareggio, zero a sconfitta.

## Spareggi

### Play-off
|               | Risultati |               | Luogo e data              |
| ------------- | --------- | ------------- | ------------------------- |
| Kalev Tallinn | 0 - 0     | Tammeka Tartu | Tallinn, 27 novembre 2021 |
| Tammeka Tartu | 3 - 0     | Kalev Tallinn | Tartu, 4 dicembre 2021    |
|               |           |               |                           |

### Play-out
|                      | Risultati |                      | Luogo e data                   |
| -------------------- | --------- | -------------------- | ------------------------------ |
| Alliance Ida-Virumaa | 4 - 1     | Pärnu JK             | Kohtla-Järve, 27 novembre 2021 |
| Pärnu JK             | 0 - 0     | Alliance Ida-Virumaa | Pärnu, 4 dicembre 2021         |
|                      |           |                      |                                |